# أ. جي. فان هامل
أ. جي. فان هامل (بالهولندية: Anton Gerard van Hamel)‏ هو أمين مكتبة وأستاذ جامعي هولندي، ولد في 5 يوليو 1886 في هيلفرسوم في هولندا، وتوفي في 23 نوفمبر 1945 في أوترخت في هولندا.